# Forma diferencial
En geometria diferencial, una forma diferencial és un objecte matemàtic pertanyent a un espai vectorial que apareix en el càlcul multivariable, càlcul tensorial o en física. Comunament una forma diferencial pot ser entesa com un operador multilineal antisimètric definit sobre l'espai vectorial tangent a una varietat diferenciable. En un espai o varietat de dimensió n, poden definir 0-formes, 1-formes, ... i n-formes. Poden ser obertes o tancades i exactes.
El concepte de forma diferencial és una generalització sobre idees prèvies com el gradient, la divergència, el rotacional, etc. Aquesta generalització i la notació moderna usada en l'estudi de les formes diferencials es deu a Élie Cartan.

## 0-formes, 1-formes ik-formes
L'exemple no trivial més senzill d'una forma diferencial el constitueixen les 1-formes, també anomenades formes pfaffianes. Aquestes formes són la manera rigorosa de tractar els diferencials de les funcions reals sobre una varietat (per a funcions ordinàries la varietat és simplement l'espai euclidià, {\displaystyle \mathbb {R} ^{n}}). Les 1-formes també apareixen en física, així per exemple les "diferencials" de les variables d'estat usades en termodinàmica són de fet 1-formes (encara que el tractament informal d'aquestes omet aquest fet). A la geometria diferencial o estudi de les varietats diferenciables, les 1-formes actuen com a funcions lineals reals definides sobre l'espai vectorial tangent a la varietat diferencial que s'estigui considerant. Així doncs el conjunt de totes les 1-formes definides en un punt de la varietat és isomorf a l'espai dual de l'espai vectorial tangent en aquest punt.
Un altre exemple, una mica trivial són les funcions reals definides sobre una varietat, que poden ser tractades formalment com 0-formes. El nom es justifica perquè hi ha un operador anomenat diferencial exterior, que aplica k-formes en (k+1)-formes, ja que la diferencial exterior d'una funció real és 1-forma, s'acorda anomenar «0-formes» als objectes matemàtics, com les funcions reals, la diferencial és una 1-forma. Així per exemple les funcions d'estat de la termodinàmica, el lagrangià de la mecànica lagrangiana o el hamiltonià de la mecànica hamiltoniana són de fet 0-formes definides sobre els respectius espais de configuració o espais de fases del sistema físic.
Finalment i usant el major nivell de generalitat es defineixen les k-formes. Una forma de grau k o k-forma és una secció diferenciable de la k-èsima potència exterior del fibrat cotangent de la varietat. En qualsevol punt P en una varietat, una k-forma dona una funció multilineal des de la potència cartesiana k-èsima de l'espai tangent en P a ℝ.

## Algunes definicions formals
1. El conjunt de totes les k-formes definides en l'espai vectorial tangent d'un punt x d'una varietat es diu {\displaystyle \Lambda _{x}^{k}}.
2. El conjunt de totes les formes diferencials sobre una varietat de dimensió  n , que resulta ser {\displaystyle \Lambda _{x}=\Lambda _{x}^{0}\oplus \Lambda _{x}^{1}\oplus \dots \oplus \Lambda _{x}^{n}}, és l'àlgebra de Grassmann de la varietat i és en si mateixa un espai vectorial de dimensió 2n.
3. Hi ha un operador, anomenat diferencial exterior {\displaystyle d:\Lambda _{x}^{k-1}\to \Lambda _{x}^{k}\qquad 1\leq k\leq n}
4. Una k-forma diferencial {\displaystyle \omega \,} s'anomena tancada si el seu diferencial exterior és zero, és a dir, {\displaystyle d\omega =0\,}.
5. Una k-forma diferencial {\displaystyle \alpha \,} s'anomena exacta si existeix una altra una (k -1)-forma {\displaystyle \beta \,} tal que la seva derivada exterior és precisament {\displaystyle \alpha \,}, és a dir, {\displaystyle \alpha =d\beta \,}.

## Integració de les formes
En una varietat diferenciable de dimensió {\displaystyle n\geq k} es pot definir l'anàleg de la longitud d'una corba, l'àrea d'una la superfície, el volum, o en general el k-volum.
Cada un dels conceptes mètrics anteriors es calcula com la integració d'una forma diferencial sobre un subconjunt de la varietat diferenciable. Així el concepte de longitud està associat amb 1-formes, el d'àrea amb 2-formes (element d'àrea), el de volum amb 3-formes (element de volum), etc.
Matemàticament, les formes diferencials de grau k es poden integrar sobre sobre cadenes k dimensionals o més generalment conjunts de dimensió topològica k. Si k = 0, això és simplement l'avaluació de funcions en els punts. Altres valors de k = 1, 2, 3... corresponen a les integrals de línia, a les integrals de superfície, a les integrals de volum, etc. Un resultat molt important, relacionat amb la integració de formes, rep el nom de teorema de Stokes (del qual la regla de Barrow per integrals o el teorema de la divergència en són casos particulars).

## Operacions en formes
El conjunt de totes les k-formes en una varietat són un espai vectorial. A més, hi ha dues operacions: producte exterior i derivada exterior.
La relació fonamental entre la derivada exterior i la integració ve donada pel teorema de Stokes generalitzat, que també proporciona la dualitat entre la cohomologia de De Rham i l'homologia de cadenes.

## Formes diferencials en física
En física l'ús de formes diferencials és comú en diverses àrees, per exemple, la termodinàmica i la teoria de la relativitat.
En termodinàmica la pràctica comuna és anomenar formes pfaffianes a les 1-formes. Lamentablement la majoria de manuals recorren a l'ús convencional d'aquests objectes d'una forma poc o gens rigorosa. Igualment se sol anomenar diferencials exactes a les 1-formes exactes.